# Erlis Frashëri
Erlis Frashëri (sinh 13 tháng 5 năm 1988) là một cầu thủ bóng đá Albania thi đấu ở vị trí tiền vệ cho FC Kamza ở Giải bóng đá hạng nhất quốc gia Albania.